# 长柄台湾堇菜
长柄台湾堇菜（学名：Viola formosana var. kawakamii）是堇菜科堇菜属台湾堇菜的变种。分布在台湾等地，多生于山地林下或草坡，目前尚未由人工引种栽培。

## 别名
川上氏堇菜（台湾堇菜属之分类研究）